# Brama Portowa I
Brama Portowa I ist ein Bürogebäude der A-Klasse in Stettin, das sich an der Ecke der Niepodległości-Allee, Wyszyńskiego-Straße sowie Tkacka-Straße, in der Altstadt, im Stadtbezirk Śródmieście befindet. Das Gebäude ist mit dem LEED-Gold-Zertifikat ausgezeichnet.
Brama Portowa I ist ein siebenstöckiges, freistehendes, modernes Bürogebäude. Das Untergeschoss beherbergt eine Tiefgarage. Im Erdgeschoss befinden sich Nutzräume und in den oberen Stockwerken Büroräume.

## Geschichte
In den Jahren 1970–2007 befand sich die Verkehrsleitzentrale „Grzybek“ an der Stelle des heutigen Bürogebäudes. Nach dem Abriss von „Grzybek“ ging das Gelände 2008 in den Besitz von Inter IKEA Centre Polska über. Der neue Eigentümer hat im Januar 2011 mit den Bauarbeiten begonnen. Das Gebäude wurde im August 2012 in Betrieb genommen.
Ende Januar 2021 wurde das Bürogebäude Brama Portowa I zusammen mit dem benachbarten Brama Portowa II an den österreichischen Fonds FLE SICAV FIS verkauft.